# 1749.hu
Az 1749.hu egy magyar online világirodalmi magazin.

## Története
A Petőfi Irodalmi Ügynökség által 2020 májusában alapított online világirodalmi magazin hiánypótló szándékkal jött létre. A korábbi világirodalmi lapok megszűnésével keletkezett űrt szeretné betölteni: friss, hiánypótló és inspiratív világirodalmi tartalmakkal kívánja ellátni az olvasót „az ógörög epigrammáktól az orosz rapig, az antikvitástól napjainkig, Londontól az Antarktiszig, keresztül-kasul a szépirodalmi és értelmezői térfélen.”

## A szerkesztőség tagjai
A lap főszerkesztője Lanczkor Gábor költő, író, műfordító, szerkesztői Izsó Zita költő, műfordító, drámaíró és Zelei Dávid kritikus, történész. Szerkesztőbizottsága neves irodalomtörténészekből, kritikusokból, oktatókból, műfordítókból, szerkesztőkből áll: Adamik Lajos, Bakucz Dóra, Bényei Tamás, Biernaczky Szilárd, Fried István, Karádi Éva, M. Nagy Miklós, Pál Ferenc, Sári B. László, Tótfalusi Ágnes, Salát Gergely.

## Célkitűzései
Érdeklődésének homlokterében elsősorban a világirodalmi alkotások első vagy új fordításai, a legfrissebb külföldi irodalmi történések és divatok bemutatása áll. A műfaji paletta sokszínű, a kortárs vers- és prózafordítások mellett esszéknek, kritikáknak és interjúknak is helyt ad az oldal. A portál egyszerre szeretné megszólítani a világirodalom újdonságai iránt érdeklődő olvasót és a szakmai közönséget a szépirodalmi, zsánerirodalmi és magazinos anyagokkal (interjúkkal, toplistákkal, friss hírekkel), valamint kritikákkal, esszékkel, tanulmányokkal.

## További tervek
Az online formátumot kiegészítendő különféle kiadványokkal és évente egy "best of" antológiával is jelentkezik az 1749.hu,  könyvsorozatát a Jelenkor Kiadóval partnerségben tervezi megjelentetni.